# Саленто (община)
Салѐнто (на италиански: Salento) е село и община в Южна Италия, провинция Салерно, регион Кампания. Разположено е на 420 m надморска височина. Населението на общината е 2046 души (към 2010 г.).